# Coleophora botaurella
Coleophora botaurella là một loài bướm đêm thuộc họ Coleophoridae. Nó được tìm thấy ở Nga (Volga region), Kazakhstan, Turkmenistan, Iran, Afghanistan và Thổ Nhĩ Kỳ.
Con trưởng thành bay từ tháng 6 đến tháng 8.